# 球技
球技（きゅうぎ）とは、球体（ボール）またはその類似物を用いて得点の獲得を争う競技や種目。ただし球技の定義に関しては論者により様々である。
球技は一般にスポーツの一種とされているが、G・ハーゲドルンはドイツ語の球技を表す"Sport Spiel"の概念についてSport（スポーツ）とSpiel（遊戯）を一つにした別の新たな上位概念であるとしている。
球技に用いるボールは大きさも材質も様々である。ラグビーではボールは球形ではなく楕円球形である。また球体の類似物を使用するものも競技の特徴から「球技」に含めることがあり、カーリング（ストーン）、バドミントン（シャトルコックと呼ばれる羽根）、アイスホッケー（パック）などがある。
砲丸投は金属性の球を使用するが、球技ではなく「陸上競技」に分類する。

## 分類

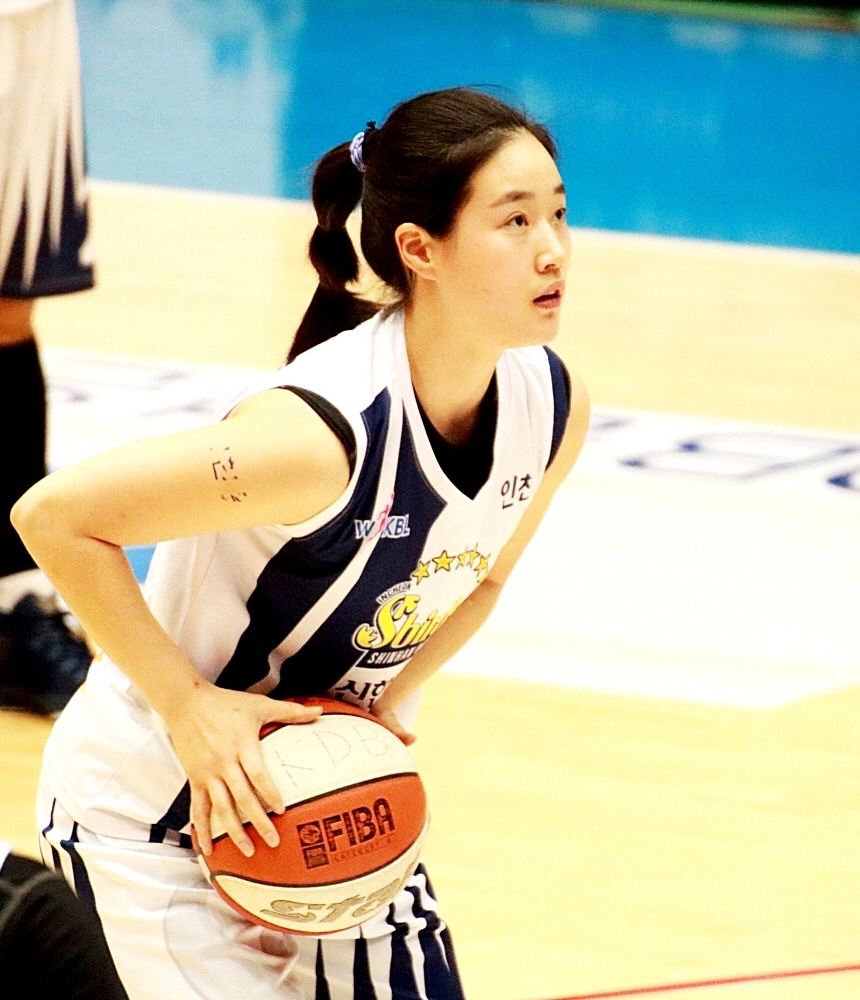
球技（バスケットボール）

球技には多種多様なものがあり論者により分類法も異なる。
松井良明は、ヨーロッパ球戯を、手を使うハンドボール、足を使うフットボール、道具を使う打球戯の三つに分けた。

### リンダ・L・グリフィンの分類
リンダ・L・グリフィンらの戦術課題に基づく分類に依拠した分類法によると、球技はターゲット型ゲーム、ネット・壁型ゲーム、侵入型ゲーム（ゴール・ポール型ゲーム）、守備・走塁型ゲーム（投・打球型ゲーム）に分類される。
ターゲット型ゲーム
設定された標的に硬質の球体またはその類似物を素手または打具で運び正確さを競うもの。ボウリング、ビリヤード、ゴルフ（パークゴルフはバリエーション）、カーリングなど。
ネット・壁型ゲーム
ネットで隔てられたコートまたは壁で囲まれた共有コートにおいて、競技者が比較的軽い球体やその類似物（羽根など）を交互に送り出し、返球の有無によって得点の多寡を競い合う競技。コート空間がネットで隔てられていて競技者が相対するもの（Net sports。バレーボールなど）とコート空間が壁で隔てられていて競技者が共有するもの（ スカッシュなど）がある。また、直接身体を用いるもの（バレーボール、セパタクローなど）と打具としてラケットを用いるもの（卓球、テニス、バドミントンなど）がある。ゲームでの競技者の人数（単数対単数、複数対複数）やボールに接触可能な回数も競技別に異なる。
ネット型には、バレーボール（ビーチバレーボールはバリエーション）、セパタクロー、卓球（別名テーブルテニス）、テニス（ソフトテニスはバリエーション）、車いすテニス、バドミントンがある。壁型には、スカッシュ、ラケットボールがある。
侵入型ゲーム（ゴール・ポール型ゲーム）
一定の平面的な広がりを持つ共有の空間において、相対する競技者集団が一つの球体またはその類似物を設定された目標空間のゴールまたはエリアに到達させ得点の多寡を競い合う競技。競技空間は陸上以外に水上や氷上の球技もある。また直接身体を用いるもの（バスケットボール、水球など）と打具としてスティックなどを用いるもの（ホッケー、ラクロスなど）がある。
陸上では、バスケットボール、ハンドボール、ホッケー、ポロ、ラクロス、フットボール（足で相手陣地のゴールに蹴り入れるもののうちに入るもの、サッカー、ラグビー、アメリカンフットボール、オージーフットボールなど)などがある。
水上では、水球が、氷上では、アイスホッケーがある。
守備・走塁型ゲーム（投・打球型ゲーム）
相対する競技者集団の攻撃と守備が時間的に完全に分離されており、一定の広がりをもつ競技空間（グラウンド）を攻守に応じて交代で使用し競技することを特徴とする。複数のベース（塁）を設定してヒット空間への打撃（またはキック）により出塁・進塁し、全イニングの総得点の多寡を競い合う。多くは打具としてバットを用いる（バット・アンド・ボール・ゲーム）。野球、ソフトボール、クリケット、キックベースボール、ハンドベースボールなど。

## 歴史
ドイツのスポーツ史研究者のハイナー・ギルマイスターは、12世紀のフランス修道院で行われていたカシュ(cache)という球戯が、テニス、クリケット、フットボール、ホッケー、ゴルフ、ビリヤードなどへ変化していったという説を出している。カシュは、馬上槍試合を模倣して、互いのゴール（回廊の開口部）を突破することを目標としていた。